# Brussels Basketball
Il Royal Excelsior Bruxelles, conosciuta come Brussels Basketball da 2013, è una società cestistica avente sede a Bruxelles, in Belgio. Fondata nel 1958, gioca nel BNXT League. Disputa le partite interne nel complesso sportivo de Neder-Over-Heembeek, che ha una capacità di 1.500 spettatori.

## Cestisti
- Chris Smith 2018-2019

## Roster 2024-2025
Aggiornato al 20 dicembre 2024.
|    | Naz.                   | Ruolo | Sportivo          | Anno | Alt. |  |  |
| -- | ---------------------- | ----- | ----------------- | ---- | ---- |  |  |
| 0  | Stati Uniti (bandiera) | P     | Jalen Finch       | 1999 | 185  |  |  |
| 3  | Belgio (bandiera)      | C     | Onyeka Joe Agu    | 2004 | 209  |  |  |
| 4  | Belgio (bandiera)      | P     | Terry Deroover    | 1991 | 178  |  |  |
| 5  | Belgio (bandiera)      | G     | Alex Libert       | 1990 | 188  |  |  |
| 7  | Croazia (bandiera)     | AG    | Nikola Djogo      | 1997 | 202  |  |  |
| 8  | Belgio (bandiera)      | P     | Douglas Ntesa     | 2003 | 185  |  |  |
| 10 | Belgio (bandiera)      | AP    | Louis Hazard      | 1998 | 199  |  |  |
| 13 | Belgio (bandiera)      | C     | Yannick Desiron   | 1992 | 208  |  |  |
| 15 | Stati Uniti (bandiera) | AP    | Tucker Richardson | 1999 | 196  |  |  |
| 24 | Belgio (bandiera)      | C     | Godwin Tshimanga  | 2001 | 202  |  |  |
| 44 | Francia (bandiera)     | C     | Jared Ambrose     | 2001 | 203  |  |  |
| 50 | Stati Uniti (bandiera) | G     | Raijon Kelly      | 1993 | 193  |  |  |

### Staff tecnico
- Allenatore:  Serge Crevecoeur
- Assistenti:  Randy Oveneke